# Richard Rathbun
Richard Rathbun (Buffalo, 25 de janeiro de 1852 – 16 de julho de 1918) foi um cientista norte-americano e colaborador do Smithsonian Institution.

## Biografia
Richard Rathbun nasceu em Buffalo, Nova York, filho de Charles e Marey Rathbun. Ao concluir seus estudos, trabalhou com o pai na empresa de exploração de pedreiras Whitmore and Rathbun por quatro anos. Fascinado por fósseis, rapidamente acumulou uma grande coleção posteriormente doada à Sociedade de História Natural de Buffalo. Foi contratado como curador da coleção ao 19 anos, marcando o início de sua carreira científica.
Em 1871, ingressou na Universidade de Cornell, passando a trabalhar como assistente de zoologia na Sociedade de História Natural de Boston dois anos mais tarde.
Entre 1874 e 1875, atua como voluntário na Comissão da Pesca dos Estados Unidos, organização em que posteriormente faria sua carreira.
Em 1875, é nomeado geólogo da Comissão Geológica do Império do Brasil, expedição coordenada por Charles Frederick Hartt para investigar os recursos naturais do país. Fica no Brasil até 1878.